# Polski Związek Piłki Nożnej
Polski Związek Piłki Nożnej (oficjalny skrót PZPN) – ogólnokrajowe stowarzyszenie piłkarskie, posiadające osobowość prawną, działające na terytorium Rzeczypospolitej Polskiej, będące jedynym prawnym reprezentantem polskiej piłki nożnej (również halowej, plażowej zarówno mężczyzn, jak i kobiet we wszystkich kategoriach wiekowych) w kraju oraz zagranicą.
Założony w dniach 20–21 grudnia 1919 w Warszawie. Od 20 kwietnia 1923 należy do FIFA (przyjęcie na pierwszym powojennym kongresie w Genewie), a od 2 marca 1955 do UEFA (przyjęcie na kongresie w Wiedniu).

## Organizacja
PZPN odpowiada za:
- szkolenie dzieci i młodzieży (finansowane ze środków z UEFA i budżetu państwa),
- organizację i nadzór nad 9 szczeblami rozgrywek ligowych:
  - 2 profesjonalnymi – I ligą i II ligą:
  - 7 amatorskimi – III ligą, IV ligą, V ligą, klasą okręgową, klasą A, klasą B i klasą C,
- organizację rozgrywek Pucharu Polski,
- organizację wszelkich spraw związanych z reprezentacjami Polski wszystkich kategorii wiekowych,
- przyznawanie licencji klubom piłkarskim,
- nadzór i organizacja struktury wojewódzkich związków piłki nożnej (ZPN),
- nadzór nad szkoleniem sędziowskim,
- dysponowanie majątkiem i siedzibą spółki,
- kontakty z kibicami i mediami,
- nadzór na emblematami Orła Białego na koszulkach,
- delegowanie członków do władz UEFA,
- pozyskiwanie sponsorów,
- nadzór finansowy, prawny i działalność operacyjna oraz pozyskiwanie środków finansowych i przeznaczanie ich na prowadzenie działalności statutowej związku,
- ochrona praw oraz koordynacja działań członków związku, zawodników, trenerów, instruktorów, menedżerów piłkarskich, licencjonowanych organizatorów imprez piłkarskich, sędziów i działaczy piłkarskich.

## Historia

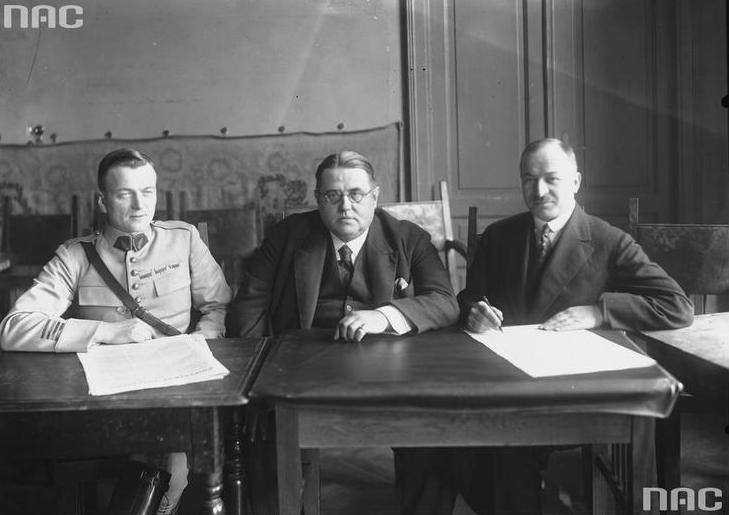
Władze PZPN w 1927 r.: od lewej mjr Maryan Esman (wiceprezes), Edward Cetnarowski (prezes) i Wacław Wojakowski (sekretarz generalny)

Polski Związek Piłki Nożnej został założony w dniach 20–21 grudnia 1919 w lokalu przy ulicy Koszykowej w Warszawie podczas „1. zjazdu 31 polskich klubów piłki nożnej” (1. Założycielskiego Zgromadzenia PZPN) przy udziale 31 delegatów – po jednym z każdego klubu (wskutek zaginięcia kartotek PZPN, obecnie nie można odtworzyć nazw każdego z nich). Znani są reprezentanci klubów: Cracovia, Czarni Lwów, Koszarawa Żywiec, Lechia Lwów, ŁKS Łódź, Pogoń Lwów, Polonia Warszawa, RKS Kraków, Warta Poznań i Wisła Kraków. Opracowano wówczas i zatwierdzono statut stowarzyszenia, którego twórcami byli Józef Lustgarten, Jan Polakiewicz i Jan Weyssenhoff. Pierwszym prezesem wybrano działacza Cracovii – Edwarda Cetnarowskiego, a na siedzibę – Kraków (znajdowała się ona tam od 22 grudnia 1919 do 14 stycznia 1928). Ponadto, podczas założycielskiego zgromadzenia: ogłoszono regulamin 1. mistrzostw Polski (w sezonie 1920), ustanowiono terytorialne granice związków okręgowych i powołano komitety organizacyjne poszczególnych OZPN: krakowskiego, lwowskiego, łódzkiego, warszawskiego oraz poznańskiego (26 lutego 1922 zatwierdzono powstanie trzech kolejnych: górnośląskiego, lubelskiego i wileńskiego, a 25 lutego 1923 – toruńskiego).

### Samorozwiązanie 1951
4 lutego 1951, na podstawie uchwały podjętej podczas Walnego Zebrania PZPN w Warszawie, doszło do rozwiązania Polskiego Związku Piłki Nożnej i powołania Sekcji Piłki Nożnej jako społecznej organizacji podlegającej Głównemu Komitetowi Kultury Fizycznej (GKKF). Uchwała o samorozwiązaniu nie była samodzielną decyzją PZPN a politycznym postanowieniem władz partyjno-państwowych PRL w szczytowym okresie stalinizmu w Polsce, czasie upodabniania wszelkich struktur państwowych do wzorców radzieckich. Identyczne uchwały podjęły wtedy władze wszystkich polskich związków sportowych, stając się komisjami w GKKF. SPN GKKF zastępowała formalnie PZPN we wszelkiej działalności związanej z polską piłką nożną, wsławiając się wieloma pomysłami przeszczepionymi na nasz grunt z ZSRR (m.in. przyznanie tytułu mistrza Polski w 1951 r. nie zwycięzcy I ligi, tylko zdobywcy Pucharu Polski; powiększenie od sezonu 1951 II ligi z 20 do 32 drużyn, a od sezonu 1952 o kolejnych 8 zespołów; zatwierdzanie składu reprezentacji Polski). 9 grudnia 1956, podczas Plenum Sekcji Piłki Nożnej GKKF w Warszawie, na wniosek Prezydium SPN GKKF rozwiązano tę organizację, reaktywując PZPN. W latach 50., 5 maja obchodzono dzień PZPN.

### Zawieszenie władz 1998
Wiosną 1998 r. zarząd PZPN z Marianem Dziurowiczem na czele popadł w konflikt z szefem Urzędu Kultury Fizycznej i Turystyki (UKFiT) Jackiem Dębskim, który domagał się od władz Polskiego Związku Piłki Nożnej przyjęcia kontrolerów UKFiT, na co nie godził się PZPN. Wobec tego 21 kwietnia 1998 prezes UKFiT Jacek Dębski zawiesił prezesa PZPN Mariana Dziurowicza, wiceprezesa Jerzego Kozińskiego i sekretarza generalnego Michała Listkiewicza. Wkrótce dołączyło do nich trzydziestu kolejnych działaczy. 25 maja 1998 Sąd Wojewódzki w Warszawie podjął decyzję o ustanowieniu kuratora, którym został mecenas Wiesław Pakoca. Na skutek kategorycznego ultimatum FIFA i UEFA, grożących wykluczeniem polskiego futbolu z udziału w międzynarodowych stowarzyszeniach, 7 sierpnia 1998 odwieszono działaczy PZPN. W efekcie uzgodnień poczynionych w czasie zawieszenia, 20 lutego 1999 odbył się Nadzwyczajny Walny Zjazd Delegatów PZPN, na którym postanowiono m.in., że zjazd wyborczy, na którym wybrane zostaną nowe władze Związku odbędzie się 28 czerwca 1999. Spośród czterech kandydatur: Zbigniewa Bońka (zrezygnował po rozpoczęciu obrad), Mariana Dziurowicza (zgłoszona w dniu zjazdu), Eugeniusza Kolatora (zrezygnował tuż przed zjazdem) i Michała Listkiewicza - w tajnym głosowaniu - wybrano ostatniego kandydata.

### Zarząd komisaryczny 2007
W związku z aferą korupcyjną w polskiej piłce nożnej, 19 stycznia 2007 Minister Sportu Tomasz Lipiec zawiesił ówczesne władze PZPN, wprowadzając zarząd komisaryczny w osobie prezesa Ekstraklasy SA Andrzeja Rusko, który miał sprawować tę funkcję do czasu wyboru nowych władz PZPN. Kurator „przejął kompetencje organów wybieralnych, czyli prezesa, prezydium, zarządu oraz zgromadzenia delegatów. Natomiast organy nominowane, czyli wydziały gier, dyscypliny i pozostałe miały działać jak dotychczas”. FIFA i UEFA poinformowały, że „nie uznają ustanowionego przez ministra sportu Tomasza Lipca kuratora w Polskim Związku Piłki Nożnej” oraz „że zawieszony zarząd pozostaje jedynym uznawanym [przez te organizacje] organem władzy w polskim futbolu”. Konsekwencją wprowadzenia kuratora w PZPN miały być sankcje wobec polskich drużyn, polegające na zawieszeniu ich udziału we wszelkich rozgrywkach międzynarodowych – od występów towarzyskich po mecze reprezentacji. Dzień przed zawieszeniem władz – 18 stycznia 2007 – swoją kandydaturę w wyborach prezesa PZPN podczas najbliższego Nadzwyczajnego Walnego Zgromadzenia Delegatów zgłosił Kazimierz Greń, prezes Podkarpackiego ZPN i szef komisji futsalu w PZPN, który 30 stycznia 2007 z powodów rodzinnych zrezygnował z ubiegania się o to stanowisko. 20 stycznia 2007 dotychczasowy wiceprzewodniczący Wydziału Zagranicznego PZPN Ryszard Czarnecki (Samoobrona RP), jako drugi kandydat ogłosił, że wystartuje w tych wyborach. 21 stycznia 2007 swój udział w tych samych wyborach ogłosił były reprezentant, poseł PO Roman Kosecki. 24 stycznia 2007 komisarz PZPN na 2 marca 2007 wyznaczył termin Nadzwyczajnego Walnego Zgromadzenia Delegatów, podczas którego miały być wybrane nowe władze federacji. 31 stycznia 2007 kolejny były reprezentant Polski Grzegorz Lato zgłosił swoją osobę w najbliższych wyborach na szefa związku. 1 lutego 2007 Andrzej Rusko zrezygnował z funkcji kuratora Polskiego Związku Piłki Nożnej. Na tym stanowisku zastąpił go Marcin Wojcieszak. Przed złożeniem rezygnacji Andrzej Rusko przesunął termin Nadzwyczajnego Walnego Zgromadzenia Delegatów na 11 marca 2007. Ostatecznie, wobec nieścisłości prawnych w nowym statucie, odsyłanym kilkukrotnie do poprawki przez sąd, do zjazdu w tych terminach nie doszło. 5 marca 2007 decyzją ministra sportu zarząd PZPN został odwieszony a kurator ze związku wycofany.

### Zarząd komisaryczny 2008
Na wniosek ministra sportu i turystyki Mirosława Drzewieckiego, postanowieniem z 29 września 2008 Trybunał Arbitrażowy do Spraw Sportu przy Polskim Komitecie Olimpijskim zawiesił zarząd PZPN. Ustanowiony został kurator Robert Zawłocki. Kuratorowi przysługują statutowe uprawnienia zarządu PZPN. 10 października 2008, na skutek groźby wykluczenia polskich drużyn z rozgrywek międzynarodowych i odebrania Polsce współorganizacji mistrzostw Europy 2012, Trybunał Arbitrażowy do Spraw Sportu przy PKOl odwołał tymczasowego kuratora PZPN.

### Mistrzostwa Europy 2012
W 2007 r. UEFA zdecydowała się powierzyć Polsce i Ukrainie organizację mistrzostw Europy 2012. Za koordynowanie przygotowań do tego turnieju w Polsce odpowiedzialna była - powołana przez PZPN, na zlecenie UEFA - spółka EURO 2012 – Polska, a na Ukrainie zadanie to wypełniała bliźniacza spółka EURO 2012 – Ukraina. Spółka Euro 2012 Polska rozpoczęła działalność 1 czerwca 2009. Miała siedzibę w warszawskim biurowcu przy Al. Jana Pawła II 19. Spółkę tworzyły: Biuro Dyrektora Turnieju oraz 3 piony działalności merytorycznej: Pion Operacji Stadionowych, Pion Operacji Turniejowych i Pion Administracyjno Finansowy. Rekrutacja pracowników na stanowiska kierownicze odbywała się w siedzibie UEFA w szwajcarskim Nyonie. Pion Operacji Stadionowych odpowiadał za zarządzanie stadionami oraz kwestiami bezpieczeństwa. Do jego zadań należało również przygotowanie i przeprowadzenie ceremonii otwarcia mistrzostw, zapewnienie sprawnej obsługi technicznej na stadionach, nadzór nad koncesjonowanymi punktami gastronomicznymi oraz opracowanie map stadionów i ich najbliższej okolicy na użytek kibiców, wolontariuszy i organizatorów UEFA EURO 2012. Pion Operacji Turniejowych nadzorował przygotowania do turnieju w obszarach współpracy z miastami–gospodarzami, wolontariatu sportowego, centrów pobytowych, zakwaterowania grup celowych UEFA, imprez przedturniejowych, transportu dla drużyn i oficjalnych gości turnieju, współpracy z lotniskami, oraz ze służbami miast–gospodarzy odpowiedzialnymi za transport publiczny oraz za strefy dla fanów. Pion ten współdziała także z UEFA w sprawach obsługi teletechnicznej i informacyjno-promocyjnej turnieju. Działalność spółki EURO 2012 Polska była w całości finansowana ze środków UEFA.

### Wybory prezesa w 2012

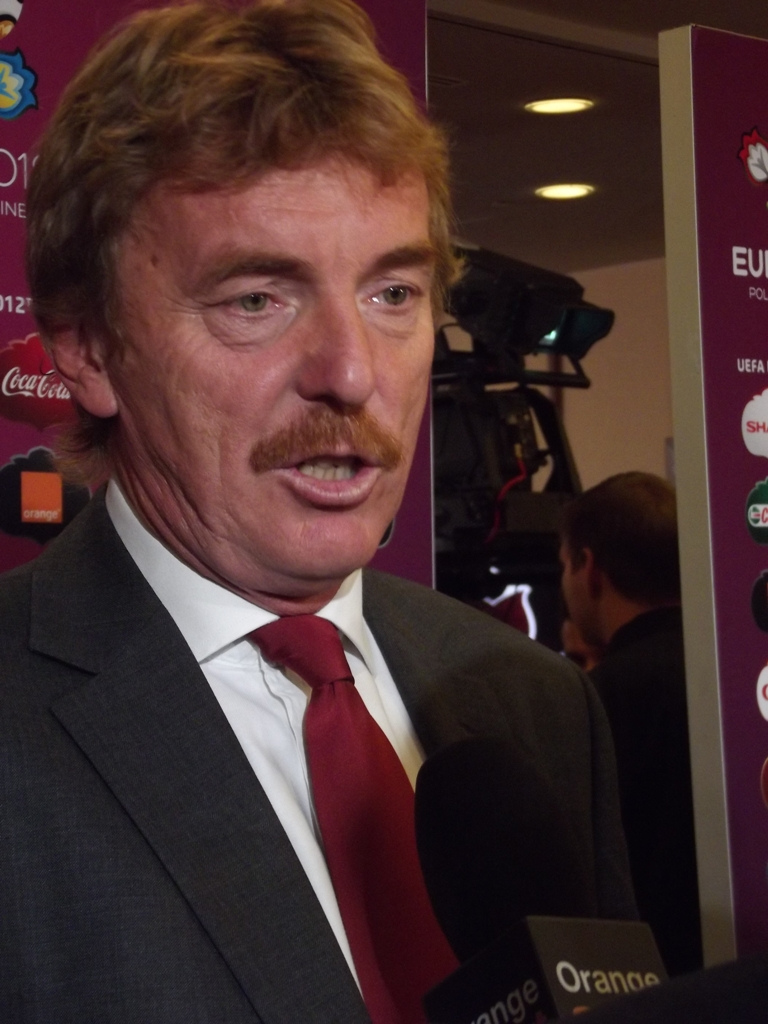
Zbigniew Boniek prezes PZPN w latach 2012-2021

Wybory kolejnego prezesa PZPN odbyły się 26 października 2012. Aby kandydować kandydaci są zobligowani zdobyć 15 głosów poparcia od członków PZPN z wojewódzkich ZPN oraz klubów ekstraklasy do 25 września. 31 sierpnia 2012 odbyło się spotkanie, w sprawie wyborów, w którym uczestniczyli Zbigniew Boniek, Andrzej Olechowski oraz Grzegorz Lato przy udziale prezesów wojewódzkich związków piłki nożnej. W wyborach udział zapowiedzieli również Ryszard Czarnecki oraz Roman Kosecki, a także Grzegorz Lato, który był krytykowany przez media, kibiców, a także przez osoby związane z piłką nożną ze względu na słabe wyniki sportowe reprezentacji (w tym brak awansu na MŚ 2010 i występ na Euro 2012 – ostatnie miejsce), arogancję w kontaktach z kibicami i mediami, pulę środków jakie zarząd przeznaczał na szkolenie młodzieży, kwestie usunięcia Orła na koszulkach, niechęć do rozgrywania meczów na Stadionie Narodowym oraz „taśmy prawdy”. Ostatecznie nie uzyskał on wymaganego poparcia działaczy, aby uzyskać mandat do ubiegania się o stanowisko prezesa w wyborach. 27 września 2012 zgłosiło się 5 kandydatów, ubiegających się o stanowisko nowego prezesa PZPN. Każdy zainteresowany ubieganiem się o stanowisko prezesa w wyborach, był zobligowany do przedstawienia co najmniej 15 rekomendacji. 5 kandydatów, którzy otrzymali wymaganą liczbę to: Stefan Antkowiak (prezes Wielkopolskiego ZPN, wiceprezes PZPN, członek zarządu), Zbigniew Boniek (były piłkarz, wiceprezes PZPN, selekcjoner), Roman Kosecki (były piłkarz, poseł Platformy Obywatelskiej), Zdzisław Kręcina (były sekretarz PZPN), Edward Potok (prezes Łódzkiego ZPN, członek zarządu PZPN). Wojewódzkie Związki Piłki Nożnej (WZPN) zgłosiły Jana Bednarka jako kandydata na stanowisko wiceprezesa ds. Piłkarstwa Amatorskiego. Kluby ekstraklasy oraz I ligi zgłosiły Bogusława Biszofa na stanowisko wiceprezesa ds. Piłkarstwa Profesjonalnego. Kluby Ekstraklasy zgłosiły Marcina Animuckiego, natomiast kluby I ligi zgłosiły Michała Listkiewicza na członków zarządu. Ponadto chęć kandydowania na członka zarządu wyraziło 35 kandydatów oraz 29 na stanowisko członka komisji rewizyjnej. Do wystawiania kandydatów są upoważnione następujące podmioty: wojewódzkie ZPN, kluby ekstraklasy i I ligi. Zbigniew Boniek zwyciężył już w II turze zdobywając większość spośród 118 delegatów. Zapowiedział weryfikację umów planowanej budowy nowej siedziby związku lub ewentualne przeniesienie siedziby na Stadion Narodowy, aby przeznaczyć środki finansowe na stworzenie Centralnego Ośrodka Szkoleniowego i Centralnej Ligi Juniorów oraz wprowadzenie kryterium wyboru do składu reprezentacji Polaków, posługujących się językiem polskim. 12 grudnia 2012 zarząd na czele z prezesem podjął decyzję o zaprzestaniu realizacji przedsięwzięcia projektu budowy nowej siedziby związku w obecnym kształcie i miejscu z powodu m.in. ekspertyz ekonomicznych oraz prawnych, które wskazały nieopłacalność budowy siedziby w proponowanym kształcie (kubatura, rozkład pomieszczeń, brak podjazdu dla autokarów, brak wjazdu od głównej ulicy), jak również to, iż cena zakupu nieruchomości była wyższa o 130% niż wynosiła faktyczna wartość terenu przy zakupie. Budowa siedziby w Wilanowie miała pochłonąć 60 mln złotych. Zarząd podjął również decyzję o powołaniu na stanowisko dyrektora sportowego PZPN Stefana Majewskiego. 5 listopada 2013 otwarto nową Szkoła Trenerów PZPN, której dyrektorem został Stefan Majewski. Szkoła miała współpracować z zagranicznymi trenerami.

### Wybory prezesa w 2016
Do wyborów o fotel prezesa PZPN zgłosiło się dwóch kandydatów: ówczesny prezes Zbigniew Boniek oraz były właściciel Polonii Warszawa Józef Wojciechowski. Zjazd delegatów odbył się 28 października 2016. Zbigniew Boniek zwyciężył w I turze, zdobywając 99 głosów, zaś Józef Wojciechowski otrzymał 16 głosów.

### Wybory prezesa w 2021
Do wyborów zgłosiło się dwóch kandydatów: Cezary Kulesza i Marek Koźmiński. Z uwagi na pandemię COVID-19 wybory odbyły się 18 sierpnia 2021, a nie planowo w 2020 r. Cezary Kulesza został wybrany nowym prezesem, zdobywając 92 z 115 możliwych głosów. Marek Koźmiński zdobył 23 głosy.

### Wybory prezesa w 2025
W wyborach Cezary Kulesza jako jedyny zgłosił kandydaturę. Zjazd delegatów odbył się 30 czerwca 2025. Cezary Kulesza został wybrany na drugą kadencję, zdobywając 98 z 116 możliwych głosów.

## Członkowie
- 16 Wojewódzkich Związków Piłki Nożnej (ZPN):

| - Dolnośląski Związek Piłki Nożnej - Kujawsko-Pomorski Związek Piłki Nożnej - Lubelski Związek Piłki Nożnej - Lubuski Związek Piłki Nożnej - Łódzki Związek Piłki Nożnej - Małopolski Związek Piłki Nożnej - Mazowiecki Związek Piłki Nożnej - Opolski Związek Piłki Nożnej | - Podkarpacki Związek Piłki Nożnej - Podlaski Związek Piłki Nożnej - Pomorski Związek Piłki Nożnej - Śląski Związek Piłki Nożnej - Świętokrzyski Związek Piłki Nożnej - Warmińsko-Mazurski Związek Piłki Nożnej - Wielkopolski Związek Piłki Nożnej - Zachodniopomorski Związek Piłki Nożnej |

- Kluby sportowe posiadające sekcję piłki nożnej, bądź jednosekcyjne kluby piłkarskie.

## Władze i organy
Struktura
- Zarząd (18 członków)
- Komisja Rewizyjna (7 członków)
- Walne Zgromadzenie Delegatów

Obsada personalna Zarządu PZPN
- Cezary Kulesza – Prezes Zarządu
- Adam Kaźmierczak – Wiceprezes Zarządu ds. organizacyjno-finansowych
- Sławomir Kopczewski – Wiceprezes Zarządu ds. szkoleniowych
- Dariusz Mioduski – Wiceprezes Zarządu ds. zagranicznych
- Marcin Animucki – Wiceprezes Zarządu ds. piłkarstwa profesjonalnego
- Tomasz Garbowski – Wiceprezes Zarządu ds. piłkarstwa amatorskiego
- Wojciech Cygan – Członek Zarządu
- Łukasz Czajkowski – Członek Zarządu
- Marcin Janicki – Członek Zarządu
- Karol Klimczak – Członek Zarządu
- Henryk Kula – Członek Zarządu
- Tomasz Lisiński – Członek Zarządu
- Radosław Michalski – Członek Zarządu
- Wojciech Petrkiewicz – Członek Zarządu
- Sławomir Pietrzyk – Członek Zarządu
- Bartosz Ryt – Członek Zarządu
- Seweryn Siemianowski – Członek Zarządu
- Paweł Wojtala – Członek Zarządu

Organy jurysdykcyjne
- Piłkarski Sąd Polubowny (8 działaczy)
- Związkowy Trybunał Piłkarski (6 działaczy)
- Izba ds. Rozwiązywania Sporów Sportowych (5 działaczy)
- Wydział Dyscypliny (21 działaczy)
- Komisja ds. Licencji Klubowych Ekstraklasy
- Komisja ds. Licencji Klubowych I ligi
- Komisja ds. Licencji Klubowych II ligi
- Komisja Odwoławcza ds. Licencji Klubowych

Organy wykonawcze PZPN
- Wydziały i Komisje PZPN (w sumie 24)

Organ administracyjny PZPN
- Biuro PZPN

## Siedziba
Pierwsza siedziba PZPN znajdowała się w Krakowie. W 1928 r. związek przeniósł się do Warszawy, gdzie kolejno zajmował lokale: przy ul Foksal 16, ul. Wiejskiej 3 (1929–1931), ul. Nowowiejskiej 11 (1931–1938) i ul. Hożej 30. W 1945 r. PZPN ponownie na krótko przeniósł się do Krakowa, skąd w 1946 r. powrócił do Warszawy, na Stadion Wojska Polskiego przy ul. Łazienkowskiej 3. Kolejna siedziba to Al. Ujazdowskie 22, a następnie ul. Miodowa 1. W 2009 r. PZPN przeniósł się do siedziby przy ul. Bitwy Warszawskiej 1920 r. 7.

## Władze

### Prezesi
Lista prezesów PZPN oraz przewodniczących Sekcji Piłki Nożnej GKKF (organu pełniącego funkcję PZPN od 4 lutego 1951 do 9 grudnia 1956).
| Lp.  | Zdjęcie | Imię i nazwisko             | Kadencja              | Wiek przy objęciu stanowiska | Wiek przy zakończeniu |
| ---- | ------- | --------------------------- | --------------------- | ---------------------------- | --------------------- |
| 1.   |         | Edward Cetnarowski          | 20.12.1919–15.01.1928 | 42 lata                      | 50 lat                |
| 2.   |         | Władysław Bończa-Uzdowski   | 15.01.1928–20.02.1937 | 40 lat                       | 49 lat                |
| 3.   |         | Kazimierz Glabisz           | 20.02.1937–01.09.1939 | 44 lata                      | 46 lat                |
| 4.   |         | Tadeusz Kuchar              | 29.06.1945–16.02.1946 | 54 lata                      | 54 lata               |
| (2.) |         | Władysław Bończa-Uzdowski   | 16.02.1946–19.02.1949 | 58 lat                       | 61 lat                |
| 5.   |         | Andrzej Przeworski          | 19.02.1949–04.02.1951 | 49 lat                       | 50 lat                |
| 6.   |         | Jerzy Bordziłowski          | 04.02.1951–08.02.1953 | 50 lat                       | 52 lata               |
| 7.   |         | Jan Rotkiewicz              | 08.02.1953–20.02.1954 | 54 lata                      | 55 lat                |
| 8.   |         | Roman Gajzler               | 20.02.1954–16.08.1954 | 41 lat                       | 42 lata               |
| 9.   |         | Władysław Rajkowski         | 16.08.1954–22.09.1956 | 32 lata                      | 34 lata               |
| 10.  |         | Stefan Glinka               | 22.09.1956–18.02.1961 | 54 lata                      | 58 lat                |
| 11.  |         | Wit Hanke                   | 18.02.1961–03.05.1966 | 53 lata                      | 59 lat                |
| 12.  |         | Wiesław Ociepka             | 04.05.1966–19.02.1972 | 44 lata                      | 50 lat                |
| 13.  |         | Stanisław Nowosielski       | 19.02.1972–08.07.1973 | 42 lata                      | 44 lata               |
| 14.  |         | Jan Maj                     | 08.07.1973–19.12.1976 | 37 lat                       | 40 lat                |
| 15.  |         | Edward Sznajder             | 19.12.1976–29.10.1978 | 56 lat                       | 58 lat                |
| –    |         | Józef Ostaś (po.)           | 30.10.1978–19.12.1978 | –                            | –                     |
| 16.  |         | Marian Ryba                 | 19.12.1978–02.02.1981 | 59 lat                       | 61 lat                |
| –    |         | Jerzy Białek (po.)          | 02.02.1981–25.04.1981 | –                            | –                     |
| 17.  |         | Włodzimierz Reczek          | 25.04.1981–27.04.1985 | 70 lat                       | 74 lata               |
| 18.  |         | Edward Brzostowski          | 27.04.1985–13.10.1986 | 50 lat                       | 51 lat                |
| 19.  |         | Zbigniew Jabłoński          | 13.10.1986–10.06.1989 | 52 lata                      | 55 lat                |
| 20.  |         | Jerzy Domański              | 10.06.1989–25.03.1991 | 37 lat                       | 39 lat                |
| 21.  |         | Kazimierz Górski            | 25.03.1991–03.07.1995 | 70 lat                       | 74 lata               |
| 22.  |         | Marian Dziurowicz           | 03.07.1995–28.06.1999 | 59 lat                       | 63 lata               |
| –    |         | Wiesław Pakoca (kurator)    | 25.05.1998–07.08.1998 | –                            | –                     |
| 23.  |         | Michał Listkiewicz          | 28.06.1999–30.10.2008 | 46 lat                       | 55 lat                |
| –    |         | Andrzej Rusko (kurator)     | 19.01.2007–01.02.2007 | 55 lat                       | 55 lat                |
| –    |         | Marcin Wojcieszak (kurator) | 01.02.2007–05.03.2007 | 36 lat                       | 36 lat                |
| –    |         | Robert Zawłocki (kurator)   | 29.09.2008–10.10.2008 | 37 lat                       | 39 lat                |
| 24.  |         | Grzegorz Lato               | 30.10.2008–26.10.2012 | 58 lat                       | 62 lata               |
| 25.  |         | Zbigniew Boniek             | 26.10.2012–18.08.2021 | 56 lat                       | 65 lat                |
| 26.  |         | Cezary Kulesza              | 18.08.2021–           | 59 lat                       |                       |

### Sekretarze Generalni
| Lp. | Imię i nazwisko       | Kadencja               | Uwagi |
| --- | --------------------- | ---------------------- | ----- |
| 1.  | Orest Dżułyński       | 1919–1921              |       |
| 2.  | Józef Lustgarten      | 1921–1923              |       |
| 3.  | Władysław Jentys      | 1923–1924              |       |
| 4.  | Adam Obrubański       | 1924–1925              |       |
| 5.  | Wacław Wojakowski     | 1925–1927              |       |
| 6.  | Stanisław Pałkowski   | 1927–1928              |       |
| 7.  | Jan Wiktor Machowicz  | 1928                   |       |
| 8.  | Stefan Filipek        | 1928–1929              |       |
| 9.  | Mieczysław Korniak    | 1929                   |       |
| 10. | Marian Kułakowski     | 1929–1930              |       |
| 11. | Stanisław Kroczyński  | 1930                   |       |
| 12. | Andrzej Przeworski    | 1930–1934              |       |
| 13. | Michał Merliński      | 1934–1937              |       |
| 14. | Kazimierz Gawroński   | 1937–1938              |       |
| 15. | Narcyz Michałowski    | 1938–1939              |       |
| 16. | Tadeusz Zastawniak    | 1945–1946              |       |
| 17. | Franciszek Gęsior     | 1946–1947              |       |
| 18. | Czesław Krassowski    | 1947–1949              |       |
| 19. | Kazimierz Kalinowski  | 1949–1951              |       |
| 20. | Roman Giełda          | 1951–1953              |       |
| 21. | Mieczysław Szymkowiak | 1954–1955              |       |
| 22. | Henryk Kraft          | 1955–1956              |       |
| 23. | Roman Giełda          | 1956–1959              |       |
| 24. | Leszek Rylski         | 1959–1972              |       |
| 25. | Adam Konieczny        | 1972–1976              |       |
| 26. | Zygmunt Buhl          | 1976–1978              |       |
| 27. | Konrad Kaleta         | 1978–1980              |       |
| 28. | Zbigniew Kaliński     | 1980–1989              |       |
| 29. | Marek Pietruszka      | 1989–1992              |       |
| 30. | Edmund Zientara       | 1992–1995              |       |
| 31. | Michał Listkiewicz    | 1995–1998              |       |
| 32. | Zdzisław Kręcina      | 1999–30 listopada 2011 |       |
| –   | Waldemar Baryło       | 2012–15 listopada 2012 | p.o.  |
| 33. | Maciej Sawicki        | 2012–2021              |       |
| –   | Łukasz Wachowski      | 2021–2022              | p.o.  |
| 34. | Łukasz Wachowski      | 2022–                  |       |